# Čtvrtá Polská republika
Čtvrtá Polská republika (polsky IV Rzeczpospolita či IVRP) je označení pro koncept morálních a politických změn v Polsku, který v roce 1997 zformuloval polský konzervativní filosof Rafał Matyja, a případně též pojmenování pro Polsko po roce 2005 ve formě politického sloganu strany Právo a spravedlnost.
Ke konceptu či jeho podstatné části se přihlásila řada polských konzervativních stran, zejména pak strana Právo a spravedlnost (PiS), která jej použila ve volbách v roce 2005 jako jedno z hlavních volebních hesel. Poté, co tato strana ve volbách zvítězila, začala používat označení 4. polská republika pro novou podobu polského státu, která má mít za vzor pátou francouzskou republiku. Chtěla ji i za pomoci tohoto pojmenování vymezit proti „postkomunistickému Polsku“ – třetí Polské republice (1989-2005), kterému vyčítala přemíru amorálního a bezbřehého liberalismu, korupci, nevyrovnání se s komunistickou minulostí a rezignaci na výchovu mládeže a národní hodnoty.
V současné době je pojem používán napříč polským politickým spektrem. Zatímco ovšem pro konzervativce a tradiční křesťany představuje většinou ideální či ideálu blízky koncept polského státu a společnosti, levicově a liberálně orientovaní lidé se ke konceptu staví v zásadě negativně, přičemž mu vytýkají jeho spjatost s katolicismem, přílišný nacionalismus a tradicionalismus.
Zatímco o existenci konceptu není sporu, otázkou zůstává reálná existence IV. polské republiky. Podle některých členů PiS a dalších konzervativců vznikla již v roce 2005 a současné období změn už je její součástí, podle řady dalších jde o koncept, který teprve musí být realizován a zatím se to ne zcela daří. Kritické názory naopak, zejména s poukazem na absenci ústavní změn, tvrdí, že ke vzniku IV. polské republiky vůbec nedošlo.